# Hyundai Group
Hyundai Group (кор. 현대그룹, «Хёндэ груп») — корейский конгломерат (чеболь), основанный Чон Чжу-ёном.
Первая компания группы была основана в 1947 году как авторемонтная мастерская. Впоследствии она стала инженерно-строительной компанией. При помощи американских военных контрактов и поддержке правительственных программ развития инфраструктуры, компания Чон Чжу-ёна стала главной строительной фирмой в Республике Корея. В частности, она выполняла престижный заказ на строительство 400-километровой сверхскоростной магистрали между Сеулом и Пусаном.
Чон Чжу-ён и члены его семьи начали заниматься и другими видами деятельности, расширив свои интересы в другие отрасли промышленности. В итоге появился второй крупнейший в Корее чеболь. После Азиатского финансового кризиса чеболь был разделен на несколько групп, включая Hyundai Motor Group, Hyundai Department Store Group и Hyundai Heavy Industries.
В настоящее время Hyundai Group занимается производством лифтов и оборудования, обслуживанием контейнеров, туризмом (Кымгансан). По состоянию на март 2007 года, Hyundai Engineering and Construction является крупнейшим держателем акций Hyundai Merchant Marine, которая фактически является холдингом Hyundai Group.

## История
История чеболя началась с основания Чон Чжу-ёном в 1947 году Инженерно-строительной компании «Хёндэ» (Hyundai Engineering & Construction Company). В 1958 году была создана компания по производству строительных материалов Keumkang Company, а в 1964 году был открыт цементный завод. В 1965 году был получен первый крупный зарубежный контракт — строительство шоссе в Таиланде. Затем компания получила несколько контрактов на Ближнем Востоке, включая промышленную зону в Эль-Джубайль (Саудовская Аравия).
В 1967 году была создана автомобилестроительная компания Hyundai Motor Company, начавшая сборку легковых и грузовых моделей Ford. В 1969 году в Лос-Анджелесе был открыт американский филиал Hyundai America. В 1972 году началось строительство верфи в Ульсане, в следующем году была зарегистрирована судостроительная компания Hyundai Shipbuilding and Heavy Industries Company (с 1978 года — Hyundai Heavy Industries). Это направление деятельности было расширено в 1975 году созданием судоремонтный компании Hyundai Mipo Dockyard Company; также в этом году в Ульсане был открыт автомобильный завод, начавший выпуск первого корейского автомобиля Hyundai Pony. В 1977 году с помощью Siemens было создано подразделение электрооборудования.
В 1975 году были основаны ещё две компании, производитель стройматериалов Dongsu Industrial Company, и Seohan Development Company, производитель сварочного оборудования. В 1976 году была создана торговая компания Hyundai Corporation, которая занималась импортом сырья и экспортом готовой продукции. Созданная в 1977 году компания Hyundai Precision and Industry Company начала производство комплектующих к автомобилям и поездам, а также контейнеров. В 1978 году были поглощены металлургические компании Incheon Iron & Steel Company и Aluminum of Korea.
Рост Hyundai замедлился в середине 1980-х годов, когда резко сократилось количество заказов как в строительстве, так и в судостроении. Чтобы избежать массовых увольнений рабочих Hyundai Heavy Industries пришлось расширить деятельность в строительство морских платформ и военных кораблей; тем не менее конец 1980-х годов был отмечен чередой забастовок рабочих верфей компании, а 1988 год она впервые закончила с убытком. Положение в производстве автомобилей в этот период обстояло значительно лучше, Hyundai Motor с большим успехом вышла на рынки Канады в 1983 году и США в 1985 году, в 1989 году был открыт завод близ Монреаля. В 1983 году было создано подразделение электроники Hyundai Electronics.
На 1990 год Hyundai был вторым крупнейшим конгломератом Республики Корея с оборотом 35 млрд долларов. В начале 1990-х годов в стране начали происходить значительные изменения; рост зарплат и укрепление национальной валюты делали экспорт менее конкурентоспособным, но в то же время расширяли возможности внутреннего рынка. В 1992 году Чон Чжу-ён основал свою политическую партию, которая смогла получить 10 % мест в парламента, однако сам он на президентских выборах занял лишь третье место. В 1995 году он передал руководство группой Hyundai своему сыну Чон Монгу. На 1998 год на группу приходилось около 20 % ВВП страны, однако после Азиатского финансового кризиса правительство начало добиваться разукрупнения чеболей, в частности Hyundai. Несмотря на это, Hyundai в 1998 году купил обанротившуюся компанию Kia Motors и полупроводниковые подразделение другого чеболя LG Semiconductor, в 1999 году выручка группы достигла 80 млрд долларов. И всё же в сентябре 2000 года наиболее успешное подразделение Hyundai, производство автомобилей, было отделено в самостоятельную компанию Hyundai Motor Group. В августе 2001 года самостоятельность получили ещё 9 компаний, включая Hyundai Engineering & Construction и подразделение электроники, ставшее компанией Hynix Semiconductor Inc.

## Дочерние компании
Дочерние компании по состоянию на 2022 год:
- Hyundai Elevator — производство лифтов и эскалаторов, основана в 1984 году, 4 тыс. сотрудников.
- Hyundai Asan — северокорейский туристический комплекс Асан на горе Кымгансан; основана в 1999 году, 173 сотрудника.
- Hyundai Movex — системы автоматизации логистических центров (сортировочные конвейеры, турникеты и др.); основана в 2011 году, 376 сотрудников.
- Hyundai Global — консультации в сфере возобновляемой энергетики; основана в 2019 году, 32 сотрудника.
- Hyundai Research Institute — научно-исследовательское и образовательное учреждение; основано в 1986 году, 100 сотрудников.
- Hyundai Investment Partners — инвестиционные консультации, венчурное финансирование; основана в 2008 году, 8 сотрудников.
- Able Hyundai Hotel and Resort — отдельный комплекс в Сеуле и сеть пекарен; основана в 2010 году, 300 сотрудников.
- Bloomvista — отель; основан в 2013 году, 60 сотрудников.
- Hyundai Network — управленческие услуги другим компаниям группы; основана в 2005 году, 23 сотрудника.
- Hyundai GBFMS — организация управления предприятиями в Корее и других странах Азиатско-Тихоокеанского региона; основана в 2015 году, 50 сотрудников.